# Eryngiophaga lautereri
Eryngiophaga lautereri är en insektsart som beskrevs av Loginova 1977. Eryngiophaga lautereri ingår i släktet Eryngiophaga och familjen spetsbladloppor. Inga underarter finns listade i Catalogue of Life.